# Dwayne Hill
Dwayne Hill (Mississauga, 5 de junio de 1966) es un actor de voz canadiense. En 2009 fue nominado a dos Premio Gemini, uno en la categoría de solista para Grotescología, el otro, el que ganó, fue para mejor conjunto en Betty Atómica. En total, ha expresado más de 20 series de animación, jugando cientos de voces, así como expresar más de 100 comerciales de cada año. Uno de sus papeles más recientes es el gato en la nueva serie de animación de la PBS Peg + Gato, que fue nominado a un Premio Emmy entre las mejores actuaciones de series de animación.

## Carrera
Nació en Port Credit, un barrio de la ciudad de Mississauga. Sus papeles más grandes en la cámara incluyen jugar al Entrenador Carr en Chicas Pesadas, "La Seguridad de los Objetos" que se estrenó en el 2001 en el Festival Internacional de Cine de Toronto, y La verdad sobre la cabeza, que ganó 3 premios en el 2003 en el Festival de Cannes incluyendo el Kodak premio de cortometrajes. Dwayne ha aparecido en más de 100 comerciales, incluyendo el punto de luz Bud "El Sr. Asesino Silencioso" para la campaña de los "Verdaderos Hombres del Genio" que ganó un Premio Clio en Cannes.